# Liste der Monuments historiques in Dagonville
Die Liste der Monuments historiques in Dagonville führt die Monuments historiques in der französischen Gemeinde Dagonville auf.

## Liste der Objekte
| Bezeichnung                                   | Beschreibung | Standort                       | Kennzeichnung | Schutzstatus | Datum | Bild |
| --------------------------------------------- | --- | ------------------------------ | ------------- | ------------ | ----- | ---- |
| Weihrauchschiffchen                           | Silber, 18. Jahrhundert; im Centre départemental d’art sacré in Saint-Mihiel deponiert                                                                         | in der Kirche St-Martin (Lage) | PM55001775    | Inscrit      | 19911 |      |
| Grund- und Stifterstein der Kapelle Ste-Croix | Kalkstein, bezeichnet 1530 und 1545 | in der Kirche St-Martin (Lage) | PM55001142    | Classé       | 1995  |      |
| Monstranz                                     | Messing, um 1683 | in der Kirche St-Martin (Lage) | PM55000955    | Classé       | 1993  |      |
| Roter Ornat                                   | Kasel, Stola, Manipel, Kelchvelum und Bursa; Stoff, bestickt, erste Hälfte des 19. Jahrhunderts; im Centre départemental d’art sacré in Saint-Mihiel deponiert | in der Kirche St-Martin (Lage) | PM55001776    | Inscrit      | 1991  |      |